# Arcus pubicus
Arcus pubicus er en samlet struktur dannet af ramus ossis ischii fra sædebenet og ramus inferior ossis pubis fra skambenet. De danner på hver side en bue der har sin mediale ende oppe ved hoftesymfysen, hvor de sammen med denne danner angulus subpubicus. 
Vinklen af angulus subpubicus, og dermed også resten af arcus pubicus, varierer imellem kønnene. Hos kvinden er vinklen omtrent 70-90 grader, hvorimod hos manden er den kun 50-60 grader.